# Gymnoascus reticulatus
Gymnoascus reticulatus är en svampart som beskrevs av Zukal 1887. Gymnoascus reticulatus ingår i släktet Gymnoascus och familjen Gymnoascaceae.   Inga underarter finns listade i Catalogue of Life.